# Chapelle Notre-Dame-Ô-Pie de Pierregot
La chapelle Notre-Dame-Ô-Pie est située dans le cimetière communal de Pierregot, dans le département de la Somme, au nord d'Amiens.

## Historique
Au XIIIe ou au XIVe siècle, on découvrit en ces lieux une statue de Notre Dame. Au XVIe siècle, le seigneur de Baizieux fit construire un édifice pour abriter la statue, accomplissant son vœu prononcé avant son départ à la guerre. L'édifice actuel a été construit au XVIe siècle, sa façade orientale fut remaniée au XIXe siècle. La chapelle est protégée au titre des monuments historiques : inscription par arrêté du 30 novembre 1972.

## Caractéristiques
L'édifice fut construit en craie sur un soubassement en grès. La chapelle est dédiée à la Vierge, son nom fait référence à l'invocation « ô pia » du Salve Regina. Elle se compose d'une nef et d'un chœur à chevet qui, de plat à l'origine, devint arrondi en abside à trois pans au XIXe siècle.
À l'intérieur, la chapelle conserve une belle charpente apparente du XVIe siècle. Elle est ornée de blochets sculptés représentant Dieu le Père, deux jeunes gens lisant un livre, sainte Marguerite terrassant le dragon, un évêque, un ange et quatre personnages grotesques.